# Loco (videogioco)
Loco è un videogioco del 1984 sviluppato da Antony Crowther e realizzato da Alligata per il Commodore 64. Loco è un clone del gioco arcade SEGA del 1982, Super Locomotive. Nel 1986 vennero realizzate le conversioni per ZX Spectrum e per Atari 8-bit.
Suicide Express è considerato il successore di Loco, ma non è un suo sequel ufficiale.

## Modalità di gioco
Protagonista del gioco è una piccola locomotiva a vapore di colore rosso con il numero 64 sulla "fiancata".
Lo schermo si presenta suddiviso orizzontalmente in due parti. Quella sottostante mostra il reticolo dei binari con evidenziate le posizioni del rifornimento (rettangolini azzurri con la scritta FUEL) e dei nemici (aerei e dirigibili, entrambi in grado di sganciare bombe; carrelli, che procedono in contromano rispetto alla locomotiva). In quella soprastante si vedono in prospetto la locomotiva, gli eventuali nemici ed il paesaggio.
Per difendersi, Loco ha due armi: gli sbuffi di vapore, che possono intercettare e distruggere gli aerei, i dirigibili e le loro bombe, ed i missili (praticamente invisibili data la risoluzione bassa della grafica), che possono annientare i carrelli. Entrambe le armi sono in numero illimitato. Curiosamente, se il carburante finisce non si perde subito una vita ma si rimane fermi ed è possibile difendersi ad oltranza dai nemici. Passando al livello successivo i nemici diventano più numerosi e più veloci.